# تور إلينجسن
تور إلينجسن هو اقتصادي نرويجي، ولد في 1962.